# Hjørundfjorden
Hjørundfjorden je fjord u norveškom okrugu Møre og Romsdal u njegovom južnom dijelu Sunnmøre. Fjord je južni rukavac fjorda Storfjord dug 35 kilometara proteže južno od Ålesunda. Sela uz obale fjorda su Leira, Sæbø i Store Standal.